# Série thriller
Pour les articles homonymes, voir Thriller.
 (mars 2021).
- Si vous ne connaissez pas le sujet, laissez ce bandeau (vous pouvez alors contacter les auteurs).
- Si vous supprimez le contenu mis en cause (vous pouvez préalablement contacter les auteurs),

argumentez précisément cette suppression dans la page de discussion
(un manque de référence n'est pas un argument ; une recherche réelle de référence doit avoir été effectuée, être formellement documentée).
 (mars 2021).
La mise en forme du texte ne suit pas les recommandations de Wikipédia : il faut le « wikifier ».
Les points d'amélioration suivants sont les cas les plus fréquents :
- Les titres sont pré-formatés par le logiciel. Ils ne sont ni en capitales, ni en gras.
- Le texte ne doit pas être écrit en capitales (les noms de famille non plus), ni en gras, ni en italique, ni en « petit »…
- Le gras n'est utilisé que pour surligner le titre de l'article dans l'introduction, une seule fois.
- L'italique est rarement utilisé : mots en langue étrangère, titres d'œuvres, noms de bateaux, etc.
- Les citations ne sont pas en italique mais en corps de texte normal. Elles sont entourées par des guillemets français : « et ».
- Les listes à puces sont à éviter, des paragraphes rédigés étant largement préférés. Les tableaux sont à réserver à la présentation de données structurées (résultats, etc.).
- Les appels de note de bas de page (petits chiffres en exposant, introduits par l'outil «  Source ») sont à placer entre la fin de phrase et le point final[comme ça].
- Les liens internes (vers d'autres articles de Wikipédia) sont à choisir avec parcimonie. Créez des liens vers des articles approfondissant le sujet. Les termes génériques sans rapport avec le sujet sont à éviter, ainsi que les répétitions de liens vers un même terme.
- Les liens externes sont à placer uniquement dans une section « Liens externes », à la fin de l'article. Ces liens sont à choisir avec parcimonie suivant les règles définies. Si un lien sert de source à l'article, son insertion dans le texte est à faire par les notes de bas de page.
- La présentation des références doit suivre les conventions bibliographiques. Il est recommandé d'utiliser les modèles {{Ouvrage}}, {{Chapitre}}, {{Article}}, {{Lien web}} et/ou {{Bibliographie}}. Le mode d'édition visuel peut mettre en forme automatiquement les références.
- Insérer une infobox (cadre d'informations à droite) n'est pas obligatoire pour parachever la mise en page.

Pour une aide détaillée, merci de consulter Aide:Wikification.
Si vous pensez que ces points ont été résolus, vous pouvez retirer ce bandeau et améliorer la mise en forme d'un autre article.
La série est une œuvre télévisuelle qui se déroule en plusieurs parties avec une durée généralement équivalente, appelées « épisodes». Le lien entre les épisodes peut être l’histoire, les personnages ou encore le thème de la série.
Le thriller est un genre artistique qui se sert du suspense ou de la tension narrative pour provoquer chez le lecteur une excitation et le tenir en haleine.
Une série thriller ou série thrilleur est donc une œuvre télévisuelle qui provoque chez le spectateur du suspense ou encore de la tension narrative pour ainsi le tenir en haleine jusqu'à la fin.

## Différentes séries thrillers

### Narcos
Narcos est une série américaine créée par Chris Brancato, Carlos Bernard et Doug Miro. Elle est disponible sur Netflix depuis le 28 août 2015. Narcos est une série thriller qui retrace la lutte entre la DEA et les narco trafiquants colombiens. Elle présente la traque de Pablo Escobar et du cartel de Medellin. La série a eu un tel succès qu'elle a été sponsor d'un bateau à la Route du Rhum 2018.
Lors de la 11e édition de la Route du Rhum en 2018, la firme américaine Netflix a sponsorisé le skipper Sam Goodchild et son Class40 en faisant par la même occasion la promotion de sa nouvelle série  Narcos : Mexico démarche jusqu'à maintenant inédite dans le milieu de la voile.
Cet échange a profité au skipper ainsi qu'à la firme américaine en apportant un soutien financier au skipper ainsi que de la visibilité.
D'autre part cet échange à aussi permit au deux camp de profiter de leurs notoriété mutuel, l’un par la création de séries, l’autre par sa performance lors de la Route du Rhum.

### La Casa de Papel
La Casa de Papel est également une série thriller crée par Alex Pina. Elle regroupe suspense, action et drame. C'est l'histoire de huit voleurs qui réalisent un braquage dans la Maison royale de la Monnaie d'Espagne pendant que le "professeur", un génie du crime, manipule la police pour mettre à exécution son plan. Cette série est composée de 4 saisons sur Netflix, la 5e sortira en 2021.

### Stranger Things

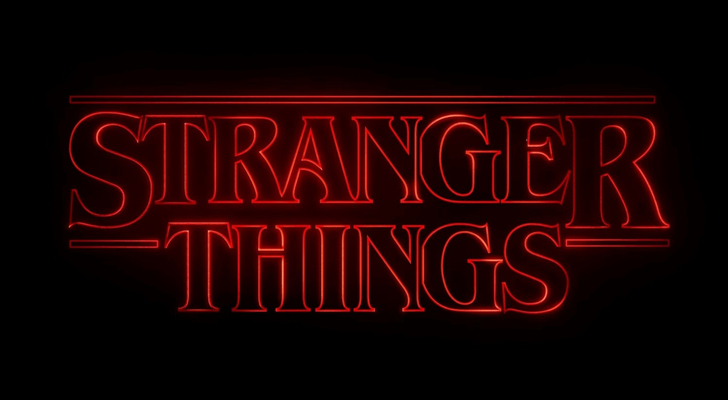
Logo Stranger Things

Stranger Things est une série télévisée regroupant plusieurs genres comme la science-fiction, le drame, l'horreur et le fantastique. L'intrigue se porte sur la disparition d'un jeune garçon de 12 ans nommé Hawkins. Ses amis et sa famille vont alors faire tout leur possible pour le retrouver. Cette série est l'un des plus grands succès au niveau des séries thrillers, elle a occasionné beaucoup d'objets dérivés et donc beaucoup de ventes,.

## Série thriller inspirées de roman
Les séries thrillers sont parfois tirées de roman, comme l'adaptation en série animée de la franchise de jeux vidéo Splinter Cell, tirée des romans d'espionnage de Tom Clancy. Splinter Cell rassemble opérations d'infiltration, visée façon sniper.
D’autre part, certaines série à succès étaient à l’origine des romans. La série Bird Box de Netflix en est un bel exemple. Étant basé sur le roman d’horreur et de suspense du même nom de Josh Malerman. Bird Box est une série où l'on suit la vie d'une mère et de ses enfants dans un monde hanté par une force poussant les gens qui la regarde au suicide.
Les séries thrillers sont également classés par rapport au succès qu'elles ont occasionnés.
Les Désastreuses Aventures des Orphelins Baudelaire est aussi une adaptation de la série de romans de Lemony Snicket : "Les Désastreuses Aventures des Orphelins Baudelaire".
Le comte Olaf cherche par les plus vils moyens à dépouiller les trois orphelins Violette, Klaus et Prunille de leur héritage. Les enfants doivent se montrer plus malins que lui, mettre en échec ses plans tordus et le reconnaître sous ses pires déguisements, afin de découvrir la vérité sur le mystérieux décès de leurs parents.

## Des séries faisant parfois polémique
Les séries thriller font parfois polémique en abordant des sujets tels que la série Love 101 avec la supposée présence d’un personnage homosexuel dans son récit a entraîné de vives critiques et des appels au boycott. « Nous ne tolérons pas des programmes qui sont contraires aux valeurs nationales et spirituelles de notre société » a déclaré Ebubekir Sahin, le président du Conseil supérieur de l’audiovisuel de Turquie au journal Yeni Akit.
La série intitulée  13 Reason Why retrace l’histoire d’un lycéen de dix-sept ans, Clay Jensen qui reçoit une boîte contenant sept cassettes de la part d’Hannah Baker qui a mis fin à ses jours quelques semaines auparavant. Chaque face des cassettes correspond à une personne qu’elle considère comme responsable. Clay va donc être très perturbé et alors mener son enquête où il va découvrir de nombreuses révélations. Cette série a fait beaucoup polémique, beaucoup de personnes ont été choqués de la scène où Hannah Becker s’ôte la vie dans le dernier épisode de la saison 1. Cette série a fait tellement de bruits que Netflix a décidé deux ans plus tard de la retirer. Dans la saison 2, une polémique est encore survenue à cause de la scène du viol d’un lycéen qui a également beaucoup choqué. 13 Reason Why est une des séries thrillers qui a fait le plus de polémique.

## Des séries Thriller mettant en avant la psychologie
Il existe plusieurs sortes de série thriller, You est un bel exemple, cette série est une série thriller psychologique. Un thriller psychologique apporte un aspect mental et relationnel au thriller classique. You est une adaptation du roman de Caroline Kepnes, qui est disponible sous la forme d’une série thriller sur Netflix depuis le 26 décembre 2018. C’est l’histoire de Joe Goldberg, gérant dans une librairie qui rencontre une cliente, Guinevere Beck c’est tout de suite un énorme coup de cœur qui touche Joe, il va devenir très vite obsédé par Beck. Il va alors élaborer un stratagème très astucieux pour la séduire. Cette série est un thriller psychologique, elle révèle mais surtout met en avant toute la psychologie du personnage principal.

Logo de la série Black Mirror

Black Mirror est aussi une série psychologique, chaque épisode possède un décor et une réalité différente. Le seul lien entre tous les épisodes est la présence de technologie du futur, téléphones plus connectés, des puces implantés dans le cerveau...Le but de cette série est de faire réfléchir sur le monde actuel et les futurs éventuels.

## Les séries Thriller, un enjeu commercial
Lors de la 11ème édition de la Route du Rhum en 2018, la firme américaine Netflix a sponsorisé le skipper Sam Goodchild et son Class40 en faisant par la même occasion la promotion de sa nouvelle série Narcos : Mexico démarche jusqu'à maintenant inédite dans le milieu de la voile.
Cet échange a profité au skipper ainsi qu'à la firme américaine en apportant un soutien financier au skipper ainsi que de la visibilité.
D'autre part cet échange à aussi permit au deux camp de profiter de leurs notoriété mutuel, l’un par la création de séries, l’autre par sa performance lors de la Route du Rhum.

### Un marché grandissant touchant de plus en plus de personnes
De nos jours, les séries thriller rencontrent un succès très important dans le monde entier. En effet, sur les 30 séries les plus appréciées de Netflix, 20 sont des thrillers,.
Ce qui traduit une forte demande de ce type de contenu par les consommateurs.
Les grandes entreprises de diffusion de série comme Netflix, Amazon Prime Vidéo proposent de plus en plus de série Thriller pour répondre à la demande de leurs consommateurs.

### Des séries françaises visant à concurrencer les blockbuster Américain

Logo de Lupin (série télévisée, 2021)

Les séries françaises commencent à s’imposer dans le monde et arrivent à la hauteur des blockbusters américains. De plus gros budgets sont lancés afin de réaliser des séries avec des effets spéciaux spectaculaires, par exemple. Des séries comme Le Baron noir d’Eric Benzekri et Jean-Baptiste Delafon ou encore la très récente Lupin de George Kay et François Uzan avec l’acteur Omar Sy qui ont rencontré un énorme succès, se plaçant à la 8e place des séries et des films les plus vues sur Netflix avec plus de 70 millions de vues en une saison.